# Borjigin
Borjigin (plural Borjigid, Mongol: Боржигин, Borjigin; Ruso: Борджигин, Bordžigin, Chino simplificado: 博尔济吉特, Chino tradicional: 波爾積極特, Pinyin: Bó'ěrjìjítè), también conocido como Altan Urag (Mongol: Алтан ураг, Altan urag, Dinastía Dorada), fueron el clan imperial de Gengis Khan y sus sucesores. Los Borjigas siempre fueron príncipes o altos gobernantes de Mongolia y Mongolia Interior hasta el siglo XX.
El clan ha formado la clase dominante entre los mongoles, los kazajos, y otros pueblos del Asia Central. Hoy en día, la familia Borjigin se encuentra en la mayor parte de Mongolia, partes de Mongolia Interior y Sinkiang.

## Origen
La línea paterna comenzó con (Borte) y (Gua Maral). Se cuenta en la Historia secreta de los mongoles, que durante la 11.ª generación de descendientes del lobo gris y la garza blanca, la  reciente viuda del igualmente legendario Dobu Mergen, Alan Gua fue embarazada por un rayo de luz. Su hijo menor se convirtió en el antepasado de los Borjigid, siendo llamado Bodonchar Munkhag (Simple), que junto con sus cuatro hermanos mayores formó toda la nación mongola.
Según Rashid-al-Din Hamadani, muchos de los clanes mongoles mayores fueron fundados por miembros de los Borjigin - Barlas, Urud, Manghud, Taichiut, Chonos, Kiyat, etc. El primer Khan de los mongoles era Bodonchar Munkhag, su tatara-tatara-nieto era Khaidu Khan. Los nietos de Khaidu, eran Khabul Khan y Ambaghai Khan (fundador del clan Taichiut) le sucedieron. A partir de entonces, los hijos de Qabul, Hotula Khan y Yesugei, y su bisnieto Temujin (Genghis Khan) gobernaron el Khamag Mongol. Durante la unificación de los mongoles en 1206, la práctica totalidad de los tíos de Temujin y primos hermanos murieron, y desde entonces sólo los descendientes de Yesugei baghatur formaron la Borjigid.

## Imperio mongol
La familia Borjigin gobernó sobre el Imperio mongol del siglo XIII al XIV. El auge de Genghis redujo el alcance de los clanes Borjigid-Kiyad bruscamente. Esta separación destacó por el matrimonio de los descendientes de Genghis con los Barlas, Baarin, Manghud y otras ramas de los Borjigid originales. En las regiones occidentales del Imperio, los yurkin y quizás otros linajes cercanos al linaje de Genghis utilizaron el nombre del clan Kiyad pero no compartían los privilegios de la Genghiskánidas. El clan Borjigit había dominado enormes territorios que se extendían desde Java a Persia y desde Indochina a Novgorod. En 1335, con la desintegración del Ilkhanato, la primera de las numerosas dinastías no Borjigid-Kiyad apareció. Establecidas por las cónyuges de Genghiskhánidas, éstas incluyeron la de Suldus Chupanids, Jalayiridas en el Oriente Medio, las dinastías Barulas en el Kanato de Chagatai y norte de la India, las dinastías Manghud y Onggirat en la Horda de Oro y Asia Central, y los Oirats en el oeste de Mongolia.
En 1368, bajo Toghun Temür, la dinastía Yuan fue derrocada por la dinastía Ming en China, pero los miembros de la familia continuaron gobernando sobre Mongolia en el siglo XVII, siendo conocida como la dinastía Yuan del Norte. Los descendientes de los hermanos de Genghis Khan, Hasar y Belgutei, se rindieron a los Ming en la década de 1380. Por 1470 las líneas Borjigin fueron severamente debilitadas, y Mongolia estaba casi en el caos.

## Post Imperio Mongol
Después de la desintegración de la Horda de Oro, el Khiyato continuó gobernando Crimea y Kazán hasta finales del siglo XVIII. Ellos fueron anexados por el Imperio ruso y el chino. En Mongolia, los Kublaidas reinaron como Khanes de los mongoles, sin embargo, los descendientes de Ögedei y Ariq Böke usurparon el trono brevemente.
Según Dayan Khan (1480-1517) un amplio renacimiento Borjigida restableció su supremacía entre los mongoles. Sus descendientes se multiplicaron para convertirse en una nueva clase dominante. El clan Borjigin era el más fuerte de las 49 banderas mongolas por la que el clan Bontoi decidió apoyar y defender su Khan y por su honor. Los orientales Khorchins estaban bajo la Hasarids y los Ongnigud, mongoles Abagha estaban bajo los Belguteidas y Temüge Odchigenidas. Un fragmento de los Hasaridas deportados a Mongolia occidental se convirtió en los Khoshuts.
La dinastía Qing respetó a la familia Borjigin y los primeros emperadores casaron princesas con los Borjigids Hasarid de Khorchin. Incluso entre los mongoles pro-Qing, los rastros de esa tradición alternativa sobrevivieron. Aci Lomi, una general de bandera, escribió su Historia del clan Borjigid en 1732-1735. Durante el siglo XVIII y parte del siglo XIX la nobleza Qing incluía descendientes de los primeros adherentes mongoles incluyendo la Borjigin.

## Dinastías asiáticas descendientes de Genghis Khan
Las dinastías asiáticas descendientes de Genghis Khan incluyeron la dinastía Yuan de China, los Ilkhanidas de Persia, los Jochids de la horda de oro, los Shaybanidas de Siberia, y los Astrakhanidas de Asia central. Como norma general, la ascendencia Genghiskhánida jugó un papel crucial en la política tártara. Por ejemplo, Mamai tuvo que ejercer su autoridad a través de una sucesión de khanes títeres, pero no podía asumir el título de khan mismo porque le faltaba el linaje Genghiskhánida.
La palabra "Chingisid" deriva del nombre del conquistador mongol Genghis Khan (C. 1162-1227). Genghis y sus sucesores crearon un vasto imperio que se extendió desde el mar de Japón hasta el mar Negro.
- El principio de Chingisid, o linaje de oro, era la regla de la herencia establecida en el Yassa, el código legal atribuido a Genghis Khan.
- Un príncipe Chingisid era alguien que podía rastrear una ascendencia directa de Genghis Khan en la línea masculina, y que por lo tanto podía reclamar un alto respeto en el mundo mongol y turco .
- Los estados Chingisid eran los estados sucesores o Khanatos después de que el imperio mongol se separó en entidades menores tras de la muerte de los hijos de Genghis Khan y sus sucesores.
- El término Chingisid fue utilizado para describir a la gente de los ejércitos de Genghis Khan que entraron en contacto con los europeos. Se aplicó principalmente a la Horda de Oro, dirigida por Batu Khan, un nieto de Genghis. Los miembros de la Horda eran predominantemente Oghuz -Turcos- hablantes en lugar de mongoles (Aunque la aristocracia era en gran parte mongol, los mongoles nunca fueron más que una pequeña minoría en los ejércitos y las tierras que conquistaron). Los europeos a menudo (incorrectamente) llamaron a la gente de la Horda de Oro "tártaros".